# Neradnovci
Neradnovci este o localitate din comuna Gornji Petrovci, Slovenia, cu o populație de 149 de locuitori.